# Tarde para nada
Tarde Para Nada es un programa de radio argentino emitido en Radio con Vos.
Durante la primera temporada y parte la segunda se emitió de lunes a viernes, de 17 a 20 horas (HOA). Desde el 1 de agosto de 2018 se transmitió de lunes a viernes, de 16 a 19 horas (HOA).  desde el 4 de febrero de 2019 se transmitió los sábados de 10 a 13 horas (HOA). y desde 2020 se transmite los viernes de 19 a 21 horas (HOA). A partir del año 2023, se emite los días viernes de 20 a 22 horas (HOA).

## Equipo
- Conductora: María O'Donnell
- Comentarista de tecnología y curiosidades: Sebastián Davidovsky
- Comentarista de economía: Daniel Schteingart
- Comentarista de espectáculos y humorista: Flora Alkorta
- Columnista del sitio Chequeado: Matías Di Santi
- Columnista de literatura: Claudia Piñeiro
- Columnista de gastronomía: Rodolfo Reich
- Locutor: Ezequiel Navarro
- Productores: Martín Fernández Madero - Florencia Villegas - Lila Bendersky (antes María Marta García Scarano)
- Editor: Cristian Aciar
- Operador técnico: Charly López Victorel

## Premios y nominaciones
- Martín Fierro 2017: Labor periodística femenina - María O'Donnell -  María O'Donnell Continental en Radio Continental y Tarde Para Nada en Radio con Vos - Ganadora
- Martín Fierro 2018: Programa periodístico vespertino en FM - Tarde Para Nada en Radio con Vos - Nominado